# Турбьорн Ягланд
Турбьорн Ягланд (на норвежки: Thorbjørn Jagland) е норвежки политик, 16-и министър-председател на Норвегия между 25 октомври 1996 и 17 октомври 1997 г.

## Биография
Турбьорн Ягланд е роден на 5 ноември 1950 година в град Драмен, Норвегия. Учи икономика в Университета на Осло. Започва политическа дейност в Лигата на работническата младеж, като я оглавява от 1977 до 1981 година.
Председател е на Работническата партия от 1992 до 2002 година. През този период е министър-председател (1996 – 1997) и министър на външните работи (2000 – 2001) в правителството на Йенс Столтенберг.
Като депутат оглавява, в качеството на председател, Стортинга (парламента на страната) от 2005 до 2005 година. Активно подкрепя присъединяването на Норвегия към Европейския съюз.
Ягланд е избран за генерален секретар на Съвета на Европа (СЕ) през 2009 година. Преизбран е отново на същата длъжност (2014), което е прецедент в историята на СЕ от неговото създаване през 1949 година.
Председател е на Нобеловия комитет в Норвегия от 2009 година.